# Nordvästpassagen (roman)
Nordvästpassagen (originaltitel: Northwest Passage) är en historisk roman från 1937 av Kenneth Roberts.
Filmen Nordvästpassagen (Northwest Passage) från 1940 är en filmatisering av romanens första del med Spencer Tracy i huvudrollen. En TV-serie med samma namn gick på amerikansk TV 1958–1959.

## Handling
Handlingen utspelar sig i gränstrakterna mellan New England och Kanada under kolonialkrigen mellan Storbritannien och Frankrike under slutet av 1700-talet. Huvudpersonen major Robert Rogers, chef för jägarförbandet Rogers Rangers, ses i storhet och nederlag genom berättarens ögon.